# Ляличи (река)
Ля́личи — река в Михайловском районе Приморского края России.
Течёт с юга на север, левый приток реки Илистая. Бассейн реки расположен в основном в окрестностях села Ляличи Михайловского района Приморья.
Длина реки составляет 14 км. Бассейн охватывает территорию в 36 км². В летнее время часты паводки, вызываемые в основном интенсивными продолжительными дождями. Подъём уровня воды во время прохождения паводков составляет в среднем 0,5 — 0,7 м/сут.
Река сковывается льдом в начале декабря. В середине зимы может перемёрзнуть. Вскрывается в конце марта, при этом талая вода течёт поверх льда. Полностью очищается ото льда в начале мая. Питание реки в основном дождевое, на долю подземного питания приходится 5-10 %, снегового — 10 %. В теплое время года проходит 95 % годового стока.
В пойме реки (нижнее течение) проведены мелиоративные работы, освоенные земли являются сельскохозяйственными угодьями Михайловского района.